# Pedrinópolis
Pedrinópolis é um município brasileiro do estado de Minas Gerais, Região Sudeste do país.  A cidade localiza-se no Alto Paranaíba e pertence à Mesorregião do Triângulo Mineiro e Alto Paranaíba e à Microrregião de Araxá. Sua população recenseada em 2022 era de 3 344 habitantes.

## História
Por volta dos século XV ao século XVII, viveram índios com avançados conhecimentos em cerâmica. Já em de 1880, se deu o surgimento da Varzea dos Creolos, formada principalmente por escravos fugidos das fazendas da região. O local era ponto de passagem para garimpeiros, nobres como Dona Beija e romeiros. No início do século XX a várzea se tornou um povoado, pertencendo ao Distrito de Santa Juliana que fazia parte do município de Araxá. Em 1948 se tornou Distrito de Santa Juliana, passando a se chamar Pedrinópolis por homenagem ao Coronel Pedro Rodrigues, popularmente chamado de Pedrinho. Essa homenagem deveu-se ao fato de tanto ele, quanto sua família serem populares na região, já que tinham bons tratos com os escravos. No mesmo ano Santa Juliana se tornara município. Em 1963 Pedrinópolis é elevado à categoria de município.
No início dos anos 80, uma leva de imigrantes do sul do Brasil vieram a povoar a região. Com novos conhecimentos em agricultura de cereais (soja e milho), impulsionaram o desenvolvimento agrário na região, que até então se baseava somente na cultura do café, arroz e bovinos. No final dos anos 90, com o aperfeiçoamento tecnológico, e devido sua privilegiada localização, outra diversificação foi acrescentada, os hortifrútis irrigados. Atualmente têm-se começado introduzir na região o cultivo de cana-de-açúcar para produção industrial de álcool e açúcar. Esses últimos pontos foram marcantes para embasar a economia do município ao agronegócio.

## Agronegócio
O agronegócio é a principal atividade econômica do município. São produzidos cereais como soja, milho e feijão, hortifrútis como batata, cenoura e uva de mesa. O café e a cana-de-açúcar também tem grande contribuição para a economia do município. No município também encontramos empresas beneficiadoras de hortifrútis e cereais. Dentre os itens pecuários podemos destacar a bovinocultura de corte e de leite, suinocultura e avicultura.
De acordo com dados Instituto Brasileiro de Geografia e Estatística (IBGE) em 2014, no município existem cerca de 13.420 cabeças de gado bovino, 6.700 cabeças de suínos e 290.000 de galináceos. São produzidos 670 toneladas de café, 21.000 toneladas de batata, 6.600 toneladas de cebola, 63.600 toneladas de cana-de-açúcar, 432 toneladas de feijão, 150 de mandioca, 29.000 toneladas de milho e 23.000 toneladas de soja, além de várias outras culturas.

## Demografia
Pedrinópolis foi classificada pela Programa das Nações Unidas para o Desenvolvimento (PNUD) a cidade de maior índice de desenvolvimento humano das cidades vizinhas. Segundo o PNUD, Pedrinópolis aumentou substancialmente  seu índice de desenvolvimento humano nessa última década, superando o desenvolvimento regional, que até então se apresentava inferior à média da região.